# Liga da CONCACAF de 2020
A Liga da CONCACAF de 2020 (oficialmente Liga CONCACAF Scotiabank 2020 por questões de patrocínio) foi a quarta edição da competição que é disputada por equipes da América Central, Caribe e do Canadá. O campeão e as próximas cinco melhores equipes se classificaram para a Liga dos Campeões da CONCACAF de 2021.
Devido à pandemia de COVID-19, a CONCACAF anunciou em 23 de junho de 2020 que o início do competição, que estava prevista para começar em 28 de julho de 2020 e terminar em novembro, havia sido adiado. Em 7 de agosto de 2020, foi anunciado que a competição começaria em 20 de outubro, com a partida de volta da final em 28 de janeiro de 2021. Para facilitar o calendário, originalmente, as rodadas preliminares e as oitavas de final seriam disputadas em partidas únicas sediadas pelas equipes cabeças de chave. Porém em 29 de outubro de 2020 foi anunciado que o formato de partida única foi estendido para todas as fases da competição.

## Equipes classificadas
As seguintes 22 equipes se classificaram para a competição.
- Dez equipes entram nas oitavas de final: duas de cada da Costa Rica, Honduras e Panamá; e uma de cada de El Salvador, Guatemala, Nicarágua e do Caribe.
- Doze equipes entram na fase preliminar: Duas de cada de El Salvador, Guatemala e do Caribe; e uma de cada do Canadá, Costa Rica, Honduras, Panamá, Nicarágua e Belize.

| Associação                  | Equipe                      | Fase de entrada             | Método de qualificação                    |
| América do Norte (1 equipe) | América do Norte (1 equipe) | América do Norte (1 equipe) | América do Norte (1 equipe)               |
| --------------------------- | --------------------------- | --------------------------- | ----------------------------------------- |
| Canadá (1 vaga)             | Forge FC                    | Fase preliminar             | Campeão – Canadian Premier League de 2020 |

| Associação                   | Equipe                       | Fase de entrada              | Método de qualificação                                                                               |
| América Central (18 equipes) | América Central (18 equipes) | América Central (18 equipes) | América Central (18 equipes)                                                                         |
| ---------------------------- | ---------------------------- | ---------------------------- | --- |
| Costa Rica 2 + 1 vagas       | Saprissa                     | Oitavas de final             | Campeão com a melhor campanha no agregado no Campeonato Costarriquenho de 2019–20 (Clausura de 2020) |
| Costa Rica 2 + 1 vagas       | Herediano                    | Oitavas de final             | Campeão com a pior campanha no agregado no Campeonato Costarriquenho de 2019–20 (Apertura de 2019)   |
| Costa Rica 2 + 1 vagas       | Alajuelense                  | Fase preliminar              | Não campeão com a melhor campanha agregada no Campeonato Costarriquenho de 2019–20                   |
| Honduras 2 + 1 vagas         | Olimpia                      | Oitavas de final             | Campeão – Apertura de 2019                                                                           |
| Honduras 2 + 1 vagas         | Marathón                     | Oitavas de final             | Não campeão com a melhor campanha agregada no Campeonato Hondurenho de 2019–20                       |
| Honduras 2 + 1 vagas         | Motagua                      | Fase preliminar              | Não campeão com a segunda melhor campanha agregada no Campeonato Hondurenho de 2019–20               |
| Panamá 2 + 1 vagas           | Tauro                        | Oitavas de final             | Campeão – Apertura de 2019                                                                           |
| Panamá 2 + 1 vagas           | San Francisco                | Oitavas de final             | Não campeão com a melhor campanha agregada no Campeonato Panamenho de 2019–20                        |
| Panamá 2 + 1 vagas           | Independiente                | Fase preliminar              | Não campeão com a segunda melhor campanha agregada no Campeonato Panamenho de 2019–20                |
| El Salvador 1 + 2 vagas      | Alianza                      | Oitavas de final             | Campeão – Apertura de 2019                                                                           |
| El Salvador 1 + 2 vagas      | FAS                          | Fase preliminar              | Não campeão com a melhor campanha agregada no Campeonato Salvadorenho de 2019–20                     |
| El Salvador 1 + 2 vagas      | Municipal Limeño             | Fase preliminar              | Não campeão com a segunda melhor campanha agregada no Campeonato Salvadorenho de 2019–20             |
| Guatemala 1 + 2 vagas        | Municipal                    | Oitavas de final             | Campeão – Apertura de 2019                                                                           |
| Guatemala 1 + 2 vagas        | Comunicaciones               | Fase preliminar              | Não campeão com a melhor campanha agregada no Campeonato Guatemalteco de 2019–20                     |
| Guatemala 1 + 2 vagas        | Antigua GFC                  | Fase preliminar              | Não campeão com a segunda melhor campanha agregada no Campeonato Guatemalteco de 2019–20             |
| Nicarágua 1 + 1 vagas        | Real Estelí                  | Oitavas de final             | Campeão – Apertura de 2019 e Clausura de 2020                                                        |
| Nicarágua 1 + 1 vagas        | Managua                      | Fase preliminar              | Vice-campeão – Apertura de 2019 e Clausura de 2020                                                   |
| Belize 1 vaga                | Verdes                       | Fase preliminar              | Campeão – Apertura de 2019                                                                           |

| Associação           | Equipe             | Fase de entrada    | Método de qualificação                                                               |
| Caribe (3 equipes)   | Caribe (3 equipes) | Caribe (3 equipes) | Caribe (3 equipes)                                                                   |
| -------------------- | ------------------ | ------------------ | ------------------------------------------------------------------------------------ |
| Jamaica              | Waterhouse         | Oitavas de final   | Segunda melhor pontuação da fase de grupos – Campeonato de Clubes do Caribe de 2020  |
| Haiti                | Arcahaie           | Fase preliminar    | Terceira melhor pontuação da fase de grupos – Campeonato de Clubes do Caribe de 2020 |
| República Dominicana | Cibao              | Fase preliminar    | Quarta melhor pontuação da fase de grupos – Campeonato de Clubes do Caribe de 2020   |

## Sorteio
O sorteio foi realizado em 21 de setembro de 2020 na sede da CONCACAF em Miami nos Estados Unidos.
Seguindo o ranking de clubes da CONCACAF, a distribuição das equipes através dos potes se deu da seguinte maneira:
| Pote   | Ranking | Pontos         | Equipe           |
| Pote 1 |         |                |                  |
| ------ | ------- | -------------- | ---------------- |
| Pote 1 | 1       | 48.5           | Alajuelense      |
| Pote 1 | 2       | 35             | FAS              |
| Pote 1 | 3       | 31.5           | Municipal Limeño |
| Pote 1 | 4       | 28             | Independiente    |
| Pote 1 | 5       | 26.5           | Motagua          |
| Pote 1 | 6       | 23.5           | Arcahaie         |
| Pote 2 |         |                |                  |
| 7      | 18      | Verdes         |                  |
| 8      | 17      | Comunicaciones |                  |
| 9      | 16.5    | Managua        |                  |
| 10     | 12.5    | Cibao          |                  |
| 11     | 12      | Antigua GFC    |                  |
| 12     | 9.5     | Forge FC       |                  |

| 1      | 55                         | Tauro                      |                            |                            |                            |                            |                            |                            |
| 2      | 46.5                       | Olimpia                    |                            |                            |                            |                            |                            |                            |
| 3      | 46                         | San Francisco              |                            |                            |                            |                            |                            |                            |
| 4      | 40                         | Marathón                   |                            |                            |                            |                            |                            |                            |
| 5      | 37.5                       | Saprissa                   |                            |                            |                            |                            |                            |                            |
| 6      | 35                         | Herediano                  |                            |                            |                            |                            |                            |                            |
| 7      | 33                         | Alianza                    |                            |                            |                            |                            |                            |                            |
| 8      | 24.5                       | Waterhouse                 |                            |                            |                            |                            |                            |                            |
| Pote 4 |                            |                            |                            |                            |                            |                            |                            |                            |
| 9      | 29                         | Municipal                  |                            |                            |                            |                            |                            |                            |
| 10     | 23.5                       | Real Estelí                |                            |                            |                            |                            |                            |                            |
| 11     | Vencedor fase preliminar 1 | Vencedor fase preliminar 1 | Vencedor fase preliminar 1 | Vencedor fase preliminar 1 | Vencedor fase preliminar 1 | Vencedor fase preliminar 1 | Vencedor fase preliminar 1 | Vencedor fase preliminar 1 |
| 12     | Vencedor fase preliminar 2 | Vencedor fase preliminar 2 | Vencedor fase preliminar 2 | Vencedor fase preliminar 2 | Vencedor fase preliminar 2 | Vencedor fase preliminar 2 | Vencedor fase preliminar 2 | Vencedor fase preliminar 2 |
| 13     | Vencedor fase preliminar 3 | Vencedor fase preliminar 3 | Vencedor fase preliminar 3 | Vencedor fase preliminar 3 | Vencedor fase preliminar 3 | Vencedor fase preliminar 3 | Vencedor fase preliminar 3 | Vencedor fase preliminar 3 |
| 14     | Vencedor fase preliminar 4 | Vencedor fase preliminar 4 | Vencedor fase preliminar 4 | Vencedor fase preliminar 4 | Vencedor fase preliminar 4 | Vencedor fase preliminar 4 | Vencedor fase preliminar 4 | Vencedor fase preliminar 4 |
| 15     | Vencedor fase preliminar 5 | Vencedor fase preliminar 5 | Vencedor fase preliminar 5 | Vencedor fase preliminar 5 | Vencedor fase preliminar 5 | Vencedor fase preliminar 5 | Vencedor fase preliminar 5 | Vencedor fase preliminar 5 |
| 16     | Vencedor fase preliminar 6 | Vencedor fase preliminar 6 | Vencedor fase preliminar 6 | Vencedor fase preliminar 6 | Vencedor fase preliminar 6 | Vencedor fase preliminar 6 | Vencedor fase preliminar 6 | Vencedor fase preliminar 6 |

## Formato
Nesta edição da Liga da CONCACAF todas as 22 equipes disputam as vagas nas próximas fases em partida única. Se o placar estiver empatado, a disputa de pênaltis será usada para determinar o vencedor.

## Calendário
O calendário da competição é o seguinte:
| Rodada           | Datas                                                                   |
| ---------------- | ----------------------------------------------------------------------- |
| Fase preliminar  | 20–22 de outubro de 2020                                                |
| Oitavas de final | 3–5 & 24 de novembro de 2020                                            |
| Quartas de final | 1–2 de dezembro (originalmente 1–3 e 8–10 de dezembro de 2020)          |
| Playoff          | 8–9 de dezembro (anteriormente não agendado)                            |
| Semifinais       | 20 de janeiro de 2021 (originalmente 5–7 e 12–14 de janeiro de 2021)    |
| Final            | 3 de fevereiro de 2021 (originalmente 19–21 e 26–28 de janeiro de 2021) |

- Os horários das partidas até 31 de outubro de 2020 (rodada preliminar) seguem o fuso horário UTC−04:00.
- Após isso (oitavas de final, quartas de final, semifinais e finais) seguem o fuso horário UTC−05:00.

## Chaveamento
|  | Fase preliminar    | Fase preliminar |                    |       | Oitavas de final | Oitavas de final |  |  | Quartas de final | Quartas de final |  |  | Semifinais | Semifinais |  |  | Final | Final |
|  |                    |                 |                    |       |                  |                  |  |  |                  |                  |  |  |            |            |  |  |       |       |
|  |                    |                 |                    |       |                  |                  |  |  |                  |                  |  |  |            |            |  |  |       |       |
|  |                    |                 |                    |       |                  |                  |  |  |                  |                  |  |  |            |            |  |  |       |       |
|  |                    |                 |                    |       |                  |                  |  |  |                  |                  |  |  |            |            |  |  |       |       |
|  |                    |                 |                    |       |                  |                  |  |  |                  |                  |  |  |            |            |  |  |       |       |
|  |                    |                 |                    |       |                  |                  |  |  |                  |                  |  |  |            |            |  |  |       |       |
|  | Saprissa           | 4               |                    |       |                  |                  |  |  |                  |                  |  |  |            |            |  |  |       |       |
|  | Saprissa           | 4               |                    |       |                  |                  |  |  |                  |                  |  |  |            |            |  |  |       |       |
|  |                    |                 | Municipal          | 1     |                  |                  |  |  |                  |                  |  |  |            |            |  |  |       |       |
|  |                    |                 | Municipal          | 1     |                  |                  |  |  |                  |                  |  |  |            |            |  |  |       |       |
|  |                    |                 |                    |       |                  |                  |  |  |                  |                  |  |  |            |            |  |  |       |       |
|  |                    |                 |                    |       |                  |                  |  |  |                  |                  |  |  |            |            |  |  |       |       |
|  | Marathón           | 0               |                    |       |                  |                  |  |  |                  |                  |  |  |            |            |  |  |       |       |
|  | Marathón           | 0               |                    |       |                  |                  |  |  |                  |                  |  |  |            |            |  |  |       |       |
|  |                    | Saprissa        | 2                  |       |                  |                  |  |  |                  |                  |  |  |            |            |  |  |       |       |
|  |                    | Saprissa        | 2                  |       |                  |                  |  |  |                  |                  |  |  |            |            |  |  |       |       |
|  |                    |                 |                    |       |                  |                  |  |  |                  |                  |  |  |            |            |  |  |       |       |
|  |                    |                 |                    |       |                  |                  |  |  |                  |                  |  |  |            |            |  |  |       |       |
|  | Marathón (pen.)    | 1 (4)           |                    |       |                  |                  |  |  |                  |                  |  |  |            |            |  |  |       |       |
|  | Marathón (pen.)    | 1 (4)           |                    |       |                  |                  |  |  |                  |                  |  |  |            |            |  |  |       |       |
|  |                    |                 | Antigua GFC        | 1 (3) |                  |                  |  |  |                  |                  |  |  |            |            |  |  |       |       |
|  | Independiente      | 0 (2)           | Antigua GFC        | 1 (3) |                  |                  |  |  |                  |                  |  |  |            |            |  |  |       |       |
|  | Independiente      | 0 (2)           |                    |       |                  |                  |  |  |                  |                  |  |  |            |            |  |  |       |       |
|  | Antigua GFC (pen.) | 0 (4)           |                    |       |                  |                  |  |  |                  |                  |  |  |            |            |  |  |       |       |
|  | Antigua GFC (pen.) | 0 (4)           | Saprissa           | 5     |                  |                  |  |  |                  |                  |  |  |            |            |  |  |       |       |
|  |                    |                 | Saprissa           | 5     |                  |                  |  |  |                  |                  |  |  |            |            |  |  |       |       |
|  |                    | Arcahaie        | 0                  |       |                  |                  |  |  |                  |                  |  |  |            |            |  |  |       |       |
|  |                    | Arcahaie        | 0                  |       |                  |                  |  |  |                  |                  |  |  |            |            |  |  |       |       |
|  |                    |                 |                    |       |                  |                  |  |  |                  |                  |  |  |            |            |  |  |       |       |
|  |                    |                 |                    |       |                  |                  |  |  |                  |                  |  |  |            |            |  |  |       |       |
|  | Tauro              | 1               |                    |       |                  |                  |  |  |                  |                  |  |  |            |            |  |  |       |       |
|  | Tauro              | 1               |                    |       |                  |                  |  |  |                  |                  |  |  |            |            |  |  |       |       |
|  |                    |                 | Forge FC           | 2     |                  |                  |  |  |                  |                  |  |  |            |            |  |  |       |       |
|  | Municipal Limeño   | 1               | Forge FC           | 2     |                  |                  |  |  |                  |                  |  |  |            |            |  |  |       |       |
|  | Municipal Limeño   | 1               |                    |       |                  |                  |  |  |                  |                  |  |  |            |            |  |  |       |       |
|  | Forge FC           | 2               |                    |       |                  |                  |  |  |                  |                  |  |  |            |            |  |  |       |       |
|  | Forge FC           | 2               | Arcahaie (pen.)    | 1 (4) |                  |                  |  |  |                  |                  |  |  |            |            |  |  |       |       |
|  |                    |                 | Arcahaie (pen.)    | 1 (4) |                  |                  |  |  |                  |                  |  |  |            |            |  |  |       |       |
|  |                    | Forge FC        | 1 (2)              |       |                  |                  |  |  |                  |                  |  |  |            |            |  |  |       |       |
|  |                    | Forge FC        | 1 (2)              |       |                  |                  |  |  |                  |                  |  |  |            |            |  |  |       |       |
|  |                    |                 |                    |       |                  |                  |  |  |                  |                  |  |  |            |            |  |  |       |       |
|  |                    |                 |                    |       |                  |                  |  |  |                  |                  |  |  |            |            |  |  |       |       |
|  | Waterhouse         | 1               |                    |       |                  |                  |  |  |                  |                  |  |  |            |            |  |  |       |       |
|  | Waterhouse         | 1               |                    |       |                  |                  |  |  |                  |                  |  |  |            |            |  |  |       |       |
|  |                    |                 | Arcahaie           | 3     |                  |                  |  |  |                  |                  |  |  |            |            |  |  |       |       |
|  | Arcahaie           | w/o             | Arcahaie           | 3     |                  |                  |  |  |                  |                  |  |  |            |            |  |  |       |       |
|  | Arcahaie           | w/o             |                    |       |                  |                  |  |  |                  |                  |  |  |            |            |  |  |       |       |
|  | Verdes             |                 |                    |       |                  |                  |  |  |                  |                  |  |  |            |            |  |  |       |       |
|  | Saprissa           | 2               |                    |       |                  |                  |  |  |                  |                  |  |  |            |            |  |  |       |       |
|  | Saprissa           | 2               |                    |       |                  |                  |  |  |                  |                  |  |  |            |            |  |  |       |       |
|  |                    | Alajuelense     | 3                  |       |                  |                  |  |  |                  |                  |  |  |            |            |  |  |       |       |
|  |                    | Alajuelense     | 3                  |       |                  |                  |  |  |                  |                  |  |  |            |            |  |  |       |       |
|  |                    |                 |                    |       |                  |                  |  |  |                  |                  |  |  |            |            |  |  |       |       |
|  |                    |                 |                    |       |                  |                  |  |  |                  |                  |  |  |            |            |  |  |       |       |
|  | Alianza            | 1 (3)           |                    |       |                  |                  |  |  |                  |                  |  |  |            |            |  |  |       |       |
|  | Alianza            | 1 (3)           |                    |       |                  |                  |  |  |                  |                  |  |  |            |            |  |  |       |       |
|  |                    |                 | Motagua (pen.)     | 1 (4) |                  |                  |  |  |                  |                  |  |  |            |            |  |  |       |       |
|  | Motagua (pen.)     | 2 (15)          | Motagua (pen.)     | 1 (4) |                  |                  |  |  |                  |                  |  |  |            |            |  |  |       |       |
|  | Motagua (pen.)     | 2 (15)          |                    |       |                  |                  |  |  |                  |                  |  |  |            |            |  |  |       |       |
|  | Comunicaciones     | 2 (14)          |                    |       |                  |                  |  |  |                  |                  |  |  |            |            |  |  |       |       |
|  | Comunicaciones     | 2 (14)          | Olimpia            | 2     |                  |                  |  |  |                  |                  |  |  |            |            |  |  |       |       |
|  |                    |                 | Olimpia            | 2     |                  |                  |  |  |                  |                  |  |  |            |            |  |  |       |       |
|  |                    | Motagua         | 0                  |       |                  |                  |  |  |                  |                  |  |  |            |            |  |  |       |       |
|  |                    | Motagua         | 0                  |       |                  |                  |  |  |                  |                  |  |  |            |            |  |  |       |       |
|  |                    |                 |                    |       |                  |                  |  |  |                  |                  |  |  |            |            |  |  |       |       |
|  |                    |                 |                    |       |                  |                  |  |  |                  |                  |  |  |            |            |  |  |       |       |
|  | Olimpia            | 6               |                    |       |                  |                  |  |  |                  |                  |  |  |            |            |  |  |       |       |
|  | Olimpia            | 6               |                    |       |                  |                  |  |  |                  |                  |  |  |            |            |  |  |       |       |
|  |                    |                 | Managua            | 0     |                  |                  |  |  |                  |                  |  |  |            |            |  |  |       |       |
|  | FAS                | 1 (4)           | Managua            | 0     |                  |                  |  |  |                  |                  |  |  |            |            |  |  |       |       |
|  | FAS                | 1 (4)           |                    |       |                  |                  |  |  |                  |                  |  |  |            |            |  |  |       |       |
|  | Managua (pen.)     | 1 (5)           |                    |       |                  |                  |  |  |                  |                  |  |  |            |            |  |  |       |       |
|  | Managua (pen.)     | 1 (5)           | Alajuelense (pen.) | 0 (5) |                  |                  |  |  |                  |                  |  |  |            |            |  |  |       |       |
|  |                    |                 | Alajuelense (pen.) | 0 (5) |                  |                  |  |  |                  |                  |  |  |            |            |  |  |       |       |
|  |                    | Olimpia         | 0 (4)              |       |                  |                  |  |  |                  |                  |  |  |            |            |  |  |       |       |
|  |                    | Olimpia         | 0 (4)              |       |                  |                  |  |  |                  |                  |  |  |            |            |  |  |       |       |
|  |                    |                 |                    |       |                  |                  |  |  |                  |                  |  |  |            |            |  |  |       |       |
|  |                    |                 |                    |       |                  |                  |  |  |                  |                  |  |  |            |            |  |  |       |       |
|  | San Francisco      | 0               |                    |       |                  |                  |  |  |                  |                  |  |  |            |            |  |  |       |       |
|  | San Francisco      | 0               |                    |       |                  |                  |  |  |                  |                  |  |  |            |            |  |  |       |       |
|  |                    |                 | Alajuelense        | 1     |                  |                  |  |  |                  |                  |  |  |            |            |  |  |       |       |
|  | Alajuelense        | 3               | Alajuelense        | 1     |                  |                  |  |  |                  |                  |  |  |            |            |  |  |       |       |
|  | Alajuelense        | 3               |                    |       |                  |                  |  |  |                  |                  |  |  |            |            |  |  |       |       |
|  | Cibao              | 0               |                    |       |                  |                  |  |  |                  |                  |  |  |            |            |  |  |       |       |
|  | Cibao              | 0               | Alajuelense        | 2     |                  |                  |  |  |                  |                  |  |  |            |            |  |  |       |       |
|  |                    |                 | Alajuelense        | 2     |                  |                  |  |  |                  |                  |  |  |            |            |  |  |       |       |
|  |                    | Real Estelí     | 1                  |       |                  |                  |  |  |                  |                  |  |  |            |            |  |  |       |       |
|  |                    | Real Estelí     | 1                  |       |                  |                  |  |  |                  |                  |  |  |            |            |  |  |       |       |
|  |                    |                 |                    |       |                  |                  |  |  |                  |                  |  |  |            |            |  |  |       |       |
|  |                    |                 |                    |       |                  |                  |  |  |                  |                  |  |  |            |            |  |  |       |       |
|  | Herediano          | 0               |                    |       |                  |                  |  |  |                  |                  |  |  |            |            |  |  |       |       |
|  | Herediano          | 0               |                    |       |                  |                  |  |  |                  |                  |  |  |            |            |  |  |       |       |
|  |                    |                 | Real Estelí        | 1     |                  |                  |  |  |                  |                  |  |  |            |            |  |  |       |       |
|  |                    |                 | Real Estelí        | 1     |                  |                  |  |  |                  |                  |  |  |            |            |  |  |       |       |
|  |                    |                 |                    |       |                  |                  |  |  |                  |                  |  |  |            |            |  |  |       |       |
|  |                    |                 |                    |       |                  |                  |  |  |                  |                  |  |  |            |            |  |  |       |       |
|  |                    |                 |                    |       |                  |                  |  |  |                  |                  |  |  |            |            |  |  |       |       |

|  | Playoff  |   |
|  |          |   |
|  |          |   |
|  |          |   |
|  | Marathón | 1 |
|  | Marathón | 1 |
|  | Forge FC | 0 |
|  | Forge FC | 0 |

|  | Playoff            |       |
|  |                    |       |
|  |                    |       |
|  |                    |       |
|  | Motagua            | 2 (2) |
|  | Motagua            | 2 (2) |
|  | Real Estelí (pen.) | 2 (4) |
|  | Real Estelí (pen.) | 2 (4) |

## Fase preliminar
As partidas desta fase foram disputadas entre 20 e 22 de outubro.
| Equipe 1         | Resultado     | Equipe 2       |
| ---------------- | ------------- | -------------- |
| FAS              | 1–1 (4–5 p)   | Managua        |
| Alajuelense      | 3–0           | Cibao          |
| Municipal Limeño | 1–2           | Forge FC       |
| Independiente    | 0–0 (2–4 p)   | Antigua GFC    |
| Arcahaie         | w/o           | Verdes         |
| Motagua          | 2–2 (15–14 p) | Comunicaciones |

| 20 de outubro | FAS             | 1 – 1     | Managua      | Estádio Cuscatlán, San Salvador |
| 22:00         | Areco 13' (pen) | Relatório | Mendieta 58' | Árbitro: PAN Oliver Vergara     |

|                                                  |       | Penalidades                                     |  |
| García Areco Peñaranda Torres Rodríguez Chigüila | 4 – 5 | Peláez Gallego Zúñiga Castillo Serapio Figueroa |  |

| 21 de outubro | Independiente | 0 – 0     | Antigua GFC | Estádio Rommel Fernández, Cidade do Panamá |
| 20:00         |               | Relatório |             | Árbitro: MEX Diego Montaño                 |

|                               |       | Penalidades                       |  |
| Fajardo Rouse Browne González | 2 – 4 | Arriola Dominguez Hernández Ojeda |  |

| 22 de outubro | Municipal Limeño | 1 – 2     | Forge FC                  | Estádio Cuscatlán, San Salvador |
| 20:00         | Oviedo 38'       | Relatório | Choinière 21' · Novak 83' | Árbitro: HON Selvin Brown       |

| 22 de outubro | Motagua                  | 2 – 2     | Comunicaciones            | Estádio Tiburcio Carías Andino, Tegucigalpa |
| 22:30         | Galvaliz 55' · López 60' | Relatório | Lezcano 36' · Herrera 49' | Árbitro: CRC Keylor Herrera                 |

| |         | Penalidades |  |
| Moreira Crisanto Galvaliz López Castillo Méndez Montes Izaguirre Castellanos Rougier Moreira Crisanto Galvaliz Castillo López Méndez Izaguirre Montes | 15 – 14 | Contreras Galindo Murillo Lezcano Herrera Mejía Gordillo Grijalva Castrillo Calderón Contreras Galindo Murillo Lezcano Herrera Mejía Gordillo Grijalva |  |

| 20 de outubro | Arcahaie | w/o       | Verdes | Estadio Olímpico Félix Sánchez, Santo Domingo (República Dominicana) |
| 20:00         |          | Relatório |        |                                                                      |

| 4 de novembro | Alajuelense                       | 3 – 0     | Cibao | Estádio Alejandro Morera Soto, Alajuela |
| 18:00         | Saborío 23' (pen), 82' · Mora 36' | Relatório |       | Árbitro: HON Selvin Brown               |

## Oitavas de final
As partidas desta fase foram disputadas entre 3 e 5 de novembro. Duas partidas remarcadas foram disputadas em 24 de novembro.
| Equipe 1    | Resultado   | Equipe 2      |
| ----------- | ----------- | ------------- |
| Saprissa    | 4–1         | Municipal     |
| Marathón    | 1–1 (4–3 p) | Antigua GFC   |
| Tauro       | 1–2         | Forge FC      |
| Waterhouse  | 1–3         | Arcahaie      |
| Alianza     | 1–1 (3–4 p) | Motagua       |
| Olimpia     | 6–0         | Managua       |
| Alajuelense | 1–0         | San Francisco |
| Herediano   | 0–1         | Real Estelí   |

| 3 de novembro | Tauro       | 1 – 2     | Forge FC                          | Estádio Rommel Fernández, Cidade do Panamá |
| 20:00         | Aguilar 18' | Relatório | Babouli 11' · Krutzen 90+1' (pen) | Árbitro: USA Nima Saghafi                  |

| 3 de novembro | Marathón          | 1 – 1     | Antigua GFC    | Estádio Olímpico Metropolitano, San Pedro Sula |
| 22:15         | Banegas 41' (pen) | Relatório | N. Martínez 5' | Árbitro: SLV Ismael Cornejo                    |

|                                     |       | Penalidades                                  |  |
| Volpi Banegas Palermo Cálix Johnson | 4 – 3 | Arriola Dominguez M. Hernández Ojeda Arreola |  |

| 4 de novembro | Alianza          | 1 – 1     | Motagua           | Estádio Cuscatlán, San Salvador |
| 22:30         | Zelaya 80' (pen) | Relatório | Castellanos 90+1' | Árbitro: PAN John Pitti         |

|                                          |       | Penalidades                           |  |
| Cienfuegos Mercado Blanco Zelaya Tamacas | 3 – 4 | Moreira Galvaliz Elvir López Castillo |  |

| 5 de novembro | Waterhouse | 1 – 3     | Arcahaie                                       | Stadium East, Kingston        |
| 18:00         | Howell 81' | Relatório | Calixte 12' · Louis-Jean 31' · Pierre Paul 60' | Árbitro: ARU Ricangel de Leça |

| 5 de novembro | Olimpia                                                                                 | 6 – 0     | Managua | Estádio Tiburcio Carías Andino, Tegucigalpa |
| 22:30         | Casildo 8' · Chirinos 17' · Arboleda 51' · Rodríguez 63' · Bengtson 64' · Bernárdez 83' | Relatório |         | Árbitro: HON Oscar Moncada                  |

| 5 de novembro | Saprissa                   | 4 – 1     | Municipal | Estádio Ricardo Saprissa Aymá, San José |
| 22:30         | Venegas 33', 38', 50', 54' | Relatório | Rocca 20' | Árbitro: MEX Luis Santander             |

| 24 de novembro | Herediano | 0 – 1     | Real Estelí  | Estádio Nacional, San José |
| 20:00          |           | Relatório | Betancur 19' | Árbitro: GUA Bryan López   |

| 24 de novembro | Alajuelense    | 1 – 0     | San Francisco | Estádio Alejandro Morera Soto, Alajuela |
| 22:15          | Montenegro 61' | Relatório |               | Árbitro: JAM Daneon Parchment           |

## Quartas de final
A equipe melhor colocada no ranking de clubes da CONCACAF irá jogar em casa a partida única. Os vencedores desta fase se classificam para a Liga dos Campeões da CONCACAF de 2021. Os perdedores entram na fase de playoff.
| Equipe 1    | Resultado   | Equipe 2    |
| ----------- | ----------- | ----------- |
| Marathón    | 0–2         | Saprissa    |
| Arcahaie    | 1–1 (4–2 p) | Forge FC    |
| Olimpia     | 2–0         | Motagua     |
| Alajuelense | 2–1         | Real Estelí |

| 1 de dezembro | Arcahaie      | 1 – 1     | Forge FC            | Estadio Olímpico Félix Sánchez, Santo Domingo (República Dominicana) |
| 20:00         | Jolicoeur 59' | Relatório | Krutzen 45+1' (pen) | Árbitro: JAM Oshane Nation                                           |

|                              |       | Penalidades                             |  |
| Thomas Alesy Anacius Charles | 4 – 2 | Krutzen Achinioti-Jönsson Edgar Babouli |  |

| 1 de dezembro | Marathón | 0 – 2     | Saprissa         | Estádio Tiburcio Carías Andino, Tegucigalpa |
| 22:15         |          | Relatório | Venegas 13', 55' | Árbitro: MEX Oscar Macías                   |

| 2 de dezembro | Alajuelense             | 2 – 1     | Real Estelí | Estádio Alejandro Morera Soto, Alajuela |
| 20:00         | Ruiz 24' · Martínez 56' | Relatório | Barrera 44' | Árbitro: USA Rubiel Vazquez             |

| 2 de dezembro | Olimpia                | 2 – 0     | Motagua | Estádio Tiburcio Carías Andino, Tegucigalpa |
| 22:15         | Nuñez 32' · Flores 54' | Relatório |         | Árbitro: MEX Adonai Escobedo                |

## Playoff
A equipe melhor colocada no ranking de clubes da CONCACAF irá jogar em casa a partida única. Os vencedores desta fase se classificam para a Liga dos Campeões da CONCACAF de 2021. As partidas foram disputadas em 8 e 9 de dezembro.
| Equipe 1 | Resultado   | Equipe 2    |
| -------- | ----------- | ----------- |
| Marathón | 1–0         | Forge FC    |
| Motagua  | 2–2 (2–4 p) | Real Estelí |

| 8 de dezembro | Marathón   | 1 – 0     | Forge FC | Estádio Tiburcio Carías Andino, Tegucigalpa |
| 22:00         | Solano 18' | Relatório |          | Árbitro: GUA Bryan López                    |

| 9 de dezembro | Motagua                           | 2 – 2     | Real Estelí               | Estádio Tiburcio Carías Andino, Tegucigalpa |
| 22:00         | K. López 37' · Galvaliz 52' (pen) | Relatório | Barrera 66' · Mercado 90' | Árbitro: CRC Keylor Herrera                 |

|                               |       | Penalidades                    |  |
| W. Crisanto Méndez Elvir Peña | 2 – 4 | Rosas Rodríguez Acuña L. López |  |

## Semifinais
A equipe melhor colocada no ranking de clubes da CONCACAF irá jogar em casa a partida única. As partidas foram disputadas em 20 de janeiro de 2021.
| Equipe 1    | Resultado   | Equipe 2 |
| ----------- | ----------- | -------- |
| Saprissa    | 5–0         | Arcahaie |
| Alajuelense | 0–0 (5–4 p) | Olimpia  |

| 20 de janeiro de 2021 | Alajuelense | 0 – 0     | Olimpia | Estádio Alejandro Morera Soto, Alajuela |
| 22:15                 |             | Relatório |         | Árbitro: GUA Mario Escobar              |

|                                   |       | Penalidades                                 |  |
| Ruiz Román Cubero Faerrón Arreola | 5 – 4 | Arboleda Chirinos Hernández Fonseca Leverón |  |

| 22 de janeiro de 2021 | Saprissa                                                             | 5 – 0     | Arcahaie | Estádio Ricardo Saprissa Aymá, San José |
| 17:00                 | Espíndola 16' · Rodríguez 31' · Marín 48' · Bolaños 56' · Torres 66' | Relatório |          | Árbitro: GRN Reon Radix                 |

## Final
A equipe melhor colocada no ranking de clubes da CONCACAF irá jogar em casa a partida única. A final foi disputada em 3 de fevereiro de 2021.
| 3 de fevereiro de 2021 | Alajuelense                          | 3 – 2     | Saprissa                 | Estádio Alejandro Morera Soto, Alajuela |
| 22:00                  | Sequeira 32' · Román 63' · López 66' | Relatório | Bolaños 18' · Angulo 87' | Árbitro: SLV Iván Barton                |